# Yangelʹ (cráter)

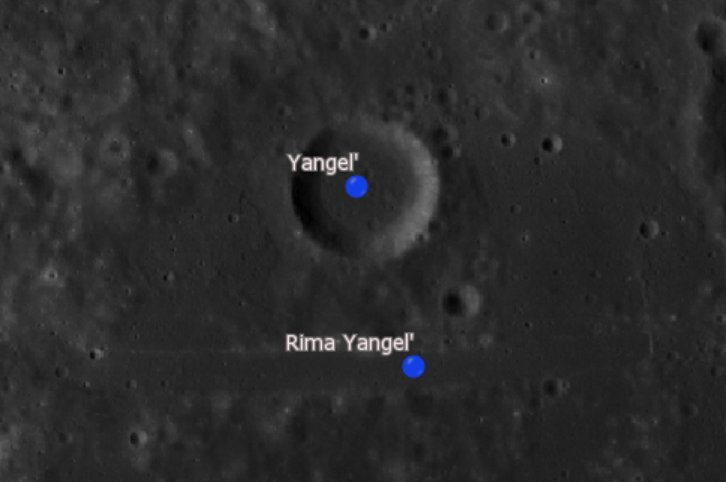
Cráter Yangelʹ y Rima Yangelʹ (imagen LRO)

Yangelʹ es un pequeño cráter de impacto lunar que se encuentra en el terreno irregular situado al norte del Mare Vaporum. Es una formación de cráter relativamente solitaria, con los cráteres grandes cercanos a más de 100 kilómetros de distancia. Al sureste de Yangelʹ se halla el prominente cráter Manilius. Conon está ubicado al noroeste, cerca de los flancos de la cordillera de los Montes Apenninus.
Justo al norte de Yangelʹ aparece el pequeño mar lunar llamado Lacus Felicitatis, o Lago de la Felicidad. Al noreste, formando una bahía en el Mare Vaporum, se localiza el Sinus Fidei. Una sinuosa grieta denominada Rima Conon se acerca a este elemento, llegando hasta su extremo norte.
|  |

Este es un cráter circular en forma de cuenco, con un borde exterior estrecho. El suelo interior tiene un albedo relativamente bajo que coincide con el tono oscuro del mare situado hacia el sur. Este cráter fue designado anteriormente como Manilius F, antes de que la UAI le asignara su denominación actual.
Lleva el nombre del diseñador de misiles soviético Mijaíl Yánguel.